# 塔赫庫蘭納鄉

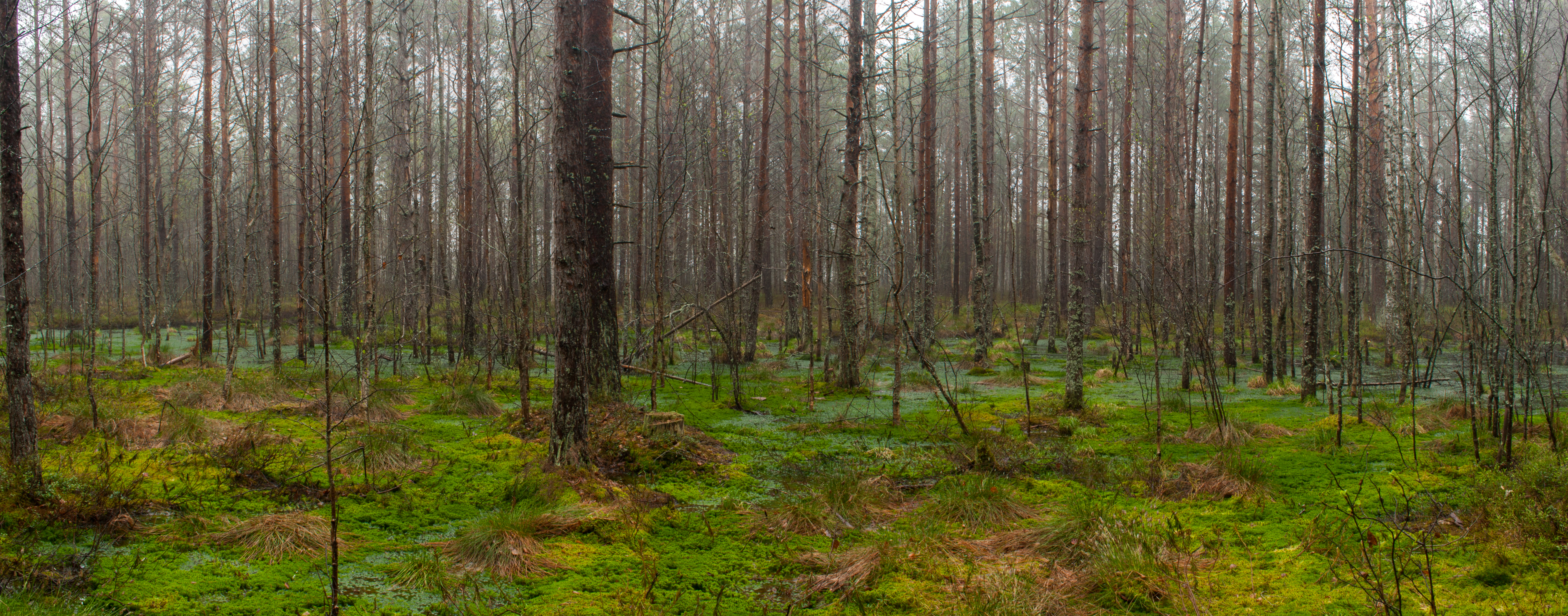

58°15′N 24°29′E / 58.250°N 24.483°E
塔赫庫蘭納鄉，曾是愛沙尼亞派爾努縣的一個鄉村型市镇，位於該國西南部，行政中心設於烏盧，面積103平方公里，2006年人口2,010，人口密度每平方公里19人。
2017年爱沙尼亚行政改革后，塔赫庫蘭納市镇与原黑德梅斯泰市镇合并为新的黑德梅斯泰市镇。